# Matts Adolf Stenström

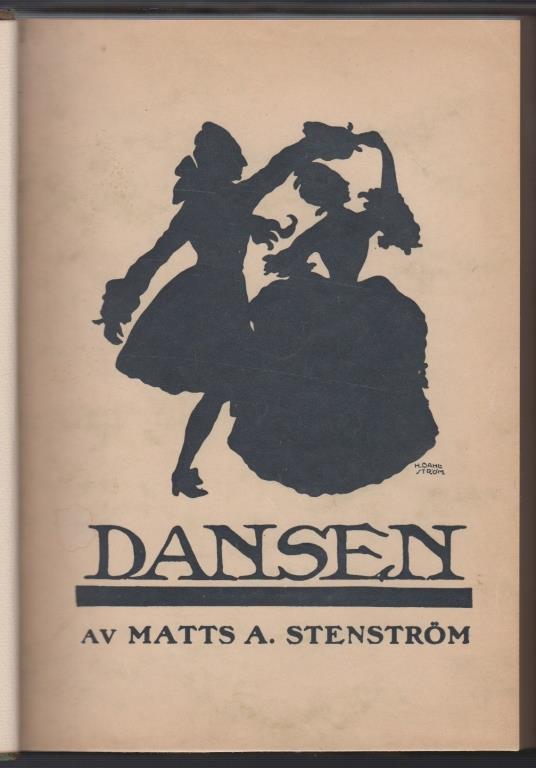
Dansen av Matts. A. Stenström, 1918.

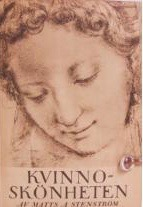
Kvinnoskönheten av Matts. A. Stenström, 1925

Matts Adolf Stenström, född 22 maj 1892 i Härnösands församling, Västernorrlands län, död 15 februari 1965 i Skebobruk, Ununge församling, Stockholms län, var en svensk skribent, filmregissör och redaktör.

## Biografi
Stenström bedrev under åren 1910–11 konststudier i Paris. Han var därefter verksam som skribent i flera tidningar; 1911–14 i Göteborgs Aftonblad och 1916–20 i Stockholms Dagblad, samt i Svenska Dagbladet. Han satt även i redaktionen för tidskrifterna Veckojournalen 1915, Figaro 1921–22 och Saisonen 1924. Som filmregissör gjorde han två filmer 1931. 
Stenström var 1941–43 ansvarig utgivare för Tyska röster, en propagandatidskrift för Nazityskland som utgavs av Tyska informationscentralen. Tidskriften bytte 1943 namn till Tidsrevyn, och fortsatte publiceras till 1945 med Stenström som ansvarig utgivare. 1941 var han inskriven som medlem i den fascistiska organisationen Svensk Opposition.
Han var son till redaktör Adolf Erland Stenström och Matte Staelldin, bror till konstnären Britta Stenström-Rogberg, far till kulturskribenten Urban Stenström och morfars far till författaren Sofia Stenström. Han var gift med Hildur Nilsson (f. 1889).

## Filmografi
- 1931 – De utstötta, regi och manus
- 1931 – Ungkarlsparadiset, regi och manus
- 1938 – Svensson ordnar allt!, regiassistent